# Massimo Sorrentino
Massimo Sorrentino (Milano, 15 settembre 1969) è un ex cestista italiano.

## Carriera
Ha giocato in Serie A1 vestendo la maglia della Pallacanestro Varese e della Aresium Milano.